# Тамаруго великий
Тамару́го великий (Conirostrum albifrons) — вид горобцеподібних птахів родини саякових (Thraupidae). Мешкає в Андах.

## Підвиди
Виділяють шість підвидів:
- C. a. cyanonotum Todd, 1932 — Прибережний хребет Анд (північна Венесуела);
- C. a. albifrons Lafresnaye, 1842 — Центральний і Східний хребти Колумбійських Анд і західна Венесуела (Тачира);
- C. a. centralandium Meyer de Schauensee, 1946 — Центральний хребет Колумбійських Анд (від Антіокії до Кауки);
- C. a. atrocyaneum Lafresnaye, 1848 — Анди на південному заході Колумбії, в Еквадорі і на півночі Перу;
- C. a. sordidum Berlepsch, 1901 — Анди на півдні Перу (на південь від Хуніну) та в Болівії;
- C. a. lugens Berlepsch, 1901 — Болівійська Юнга (Кочабамба, Санта-Крус).

## Поширення і екологія
Великі тамаруго мешкають у Венесуелі, Колумбії, Еквадорі, Перу і Болівії. Вони живуть у вологих гірських тропічних лісах Анд та на узліссях. Зустрічаються на висоті від 2000 до 2800 м над рівнем моря.